# Franco Zuculini
Franco Zuculini (La Rioja, 5 september 1990) is een Argentijnse voetballer die op huurbasis uit komt voor Genoa CFC.

## Carrière

### Racing Club
Zuculini maakte op 13 april 2008 zijn debuut voor Racing en werd al snel een basisspeler.

### Hoffenheim
Op 20 juni 2009 verliet Zuculini Racing Club en tekende hij een contract bij de Duitse promovendus 1899 Hoffenheim.

### Uitleenbeurten
Genoa huurde Zuculini van Hoffenheim voor het gehele seizoen 2010/2011 en betaalde Hoffenheim hiervoor 700.000 euro hierbij hebben ze ook een optie tot koop bedongen. Hierna werd hij ook uitgeleend aan zijn ex-club Racing Club en Real Zaragoza.

## Real Zaragoza
Real Zaragoza nam Zuculini eerst over op huurbasis maar nam hem daarna volledig over.

## Nationaal elftal
Zuculini maakte op 20 mei 2009 zijn debuut voor het nationale elftal van Argentinië.

## Cluboverzicht
| Seizoen  | Club                        | Competitie       | Weds | Goals |
| -------- | --------------------------- | ---------------- | ---- | ----- |
| 2008-'09 | Racing Club de Avellaneda   | Primera División | 38   | 2     |
| 2009-'10 | TSG 1899 Hoffenheim         | Bundesliga       | 7    | 1     |
| 2010-'11 | → Genoa CFC                 | Serie A          | 5    | 0     |
| 2011     | → Racing Club de Avellaneda | Primera División | 4    | 0     |
| 2011-'12 | Real Zaragoza               | Primera División | 21   | 0     |
| 2012-'13 | Real Zaragoza               | Primera División | 16   | 1     |
|          |                             | Totaal           | 91   | 4     |